# Diplomski institut za međunarodne i razvojne studije
Institut za diplomske studije međunarodnih i razvojnih studija (francuski: Institut de hautes études internationales et du développement, skraćeno IHEID), također poznat kao Ženevski diplomski institut, je javno-privatno sveučilište na diplomskoj razini smješteno u Ženevi, Švicarska.

Institucija broji jednog glavnog tajnika UN-a (Kofi Annan), sedam dobitnika Nobelove nagrade, jednog dobitnika Pulitzerove nagrade i brojne veleposlanike, ministre vanjskih poslova i šefove država među svojim bivšim studentima i profesorima. Osnovan od strane dva visoka dužnosnika Lige naroda, Graduate Institute održava jake veze s nasljednikom te međunarodne organizacije, Ujedinjenim narodima, a mnogi bivši studenti su nastavili raditi u agencijama UN-a.